# HMS Invincible (R05)
HMS Invincible (R05) var ett lätt hangarfartyg och typfartyg i Invincible-klassen i brittiska Royal Navy. Hon byggdes av Vickers Shipbuilding and Engineering i Barrow-in-Furness och sjösattes den 3 maj 1977. Hon var det sjunde fartyget med det namnet. Hon deltog i strid under Falklandskriget när hon var utgrupperad med HMS Hermes. Hon tog över som flaggskepp i brittiska flottan när Hermes såldes till Indien. Invincible deltog också i Jugoslaviska krigen och Irakkriget. Hon utrangerades 2005 och såldes till slut i februari 2011 till ett turkiskt skrotningsvarv.